# Druhá vláda Giuseppa Conteho
Druhá vláda Giuseppa Conteho byla vláda italské republiky v letech 2019-2021. Byla jmenována 5. září 2019 jako šedesátý šestý kabinet v historii země. Vládu tvořila koalice mezi stranami Hnutí pěti hvězd, Demokratická strana, Italia Viva a Svobodní a rovní.
Druhá vláda Conteho požádala o důvěru 9. září (sněmovna) a 10. září 2019 (Senát). Vláda skončila 13. února 2021 po vládní krizi.

## Pád vlády
13. ledna 2021 ve večerních hodinách oznámil lídr koaliční liberální strany Italia Viva Matteo Renzi, že obě ministryně za jeho stranu rezignují, a to kvůli nevoli dále držet koalici středolevé Demokratické strany a antisystémového Hnutí pěti hvězd. Bez strany Italia Viva vláda nemá v Poslanecké sněmovně většinu.
Premiér Giuseppe Conte dříve ve stejný den vyjádřil naději, že tento krok Renzi neučiní ve chvíli, kdy země čelí velké zdravotní krizi. Odchodu z koalice v čase, kdy se Itálie chystá rozběhnout očkování proti nemoci covid-19 a zabránit dalšímu propadu ekonomiky, se snažili zabránit i demokraté a Hnutí pěti hvězd.
Po hlasování o důvěře v Poslanecké sněmovně a Senátu vláda obstála, v Senátu ale jen díky tomu, že se senátoři Italia Viva zdrželi hlasování. Premiér Conte, vida, že vláda přišla o akceschopnou většinu, podal 26. ledna demisi.
Navzdory přání M5S a PD, aby Conte premiérem zůstal, byl nakonec pověřen sestavením vlády bývalý šéf Evropské centrální banky Mario Draghi. Ten ji sestavil 13. února 2021.

## Vládní strany
| Strana | Strana              | Ideologie                | Lídr              |
| ------ | ------------------- | ------------------------ | ----------------- |
|        | Hnutí pěti hvězd    | Levicový populismus      | Luigi Di Maio     |
|        | Demokratická strana | Sociální demokracie      | Nicola Zingaretti |
|        | Italia Viva         | Liberalismus             | Matteo Renzi      |
|        | Svobodní a rovní    | Demokratický socialismus | více lídrů        |

#### Strany zastoupené na podministerských postech
| Strana | Strana                            | Ideologie               | Lídr          |
| ------ | --------------------------------- | ----------------------- | ------------- |
|        | Asociační hnutí Italů v zahraničí | Zájmy Italů v zahraničí | Ricardo Merlo |

Hnutí drželo jednoho tajemníka na ministerstvu zahraničí.

## Poměr sil ve vládě

### Počet ministrů

#### od 9. do 18. září 2019
| - M5S       | 9 |
| - PD        | 9 |
| - LeU       | 1 |
| - nezávislí | 3 |

#### září 2019 - leden 2020
| - M5S       | 9 |
| - PD        | 7 |
| - IV        | 2 |
| - LeU       | 1 |
| - nezávislí | 3 |

#### leden 2020 - leden 2021
| - M5S       | 9 |
| - PD        | 7 |
| - IV        | 2 |
| - LeU       | 1 |
| - nezávislí | 4 |

#### leden - únor 2021
| - M5S       | 9 |
| - PD        | 7 |
| - LeU       | 1 |
| - nezávislí | 4 |

## Seznam členů vlády
| Úřad                                         | člen vlády         | Strana    | nástup do úřadu   | odchod z úřadu    | Poznámka     |
| -------------------------------------------- | ------------------ | --------- | ----------------- | ----------------- | ------------ |
| Předseda vlády                               | Giuseppe Conte     | nezávislý | 5. září 2019      | 13. února 2021    |              |
| Ministr zahraničí                            | Luigi Di Maio      | M5S       | 5. září 2019      | 13. února 2021    |              |
| Ministryně vnitra                            | Luciana Lamorgese  | nezávislá | 5. září 2019      | 13. února 2021    |              |
| Ministr spravedlnosti                        | Alfonso Bonafede   | M5S       | 5. září 2019      | 13. února 2021    |              |
| Ministr obrany                               | Lorenzo Guerini    | PD        | 5. září 2019      | 13. února 2021    |              |
| Ministr financí a hospodářství               | Roberto Gualtieri  | PD        | 5. září 2019      | 13. února 2021    |              |
| Ministr hospodářského rozvoje                | Stefano Patuanelli | M5S       | 5. září 2019      | 13. února 2021    |              |
| Ministr(yně) zemědělství                     | Teresa Bellanova   | IV        | 5. září 2019      | 13. ledna 2021    |              |
| Ministr(yně) zemědělství                     | Giuseppe Conte     | nezávislý | 14. ledna 2021    | 13. února 2021    | pověřen      |
| Ministr životního prostředí                  | Sergio Costa       | nezávislý | 5. září 2019      | 13. února 2021    |              |
| Ministryně dopravy                           | Paola De Micheli   | PD        | 5. září 2019      | 13. února 2021    |              |
| Ministryně práce a sociálních věcí           | Nunzia Catalfo     | M5S       | 5. září 2019      | 13. února 2021    |              |
| Ministr vzdělávání, univerzit a výzkumu      | Lorenzo Fioramonti | M5S       | 5. září 2019      | 30. prosince 2019 |              |
| Ministr vzdělávání, univerzit a výzkumu      | Giuseppe Conte     | nezávislý | 30. prosince 2019 | 10. ledna 2020    | pověřen      |
| Ministryně veřejného vzdělávání              | Lucia Azzolina     | M5S       | 10. ledna 2020    | 13. února 2021    |              |
| Ministr univerzit a výzkumu                  | Gaetano Manfredi   | nezávislý | 10. ledna 2020    | 13. února 2021    |              |
| Ministr kultury a turismu                    | Dario Franceschini | PD        | 5. září 2019      | 13. února 2021    |              |
| Ministr zdravotnictví                        | Roberto Speranza   | LeU       | 5. září 2019      | 13. února 2021    |              |
| Ministr pro parlamentní vztahy               | Federico D'Incà    | M5S       | 5. září 2019      | 13. února 2021    | bez portfeje |
| Ministryně pro veřejnou správu               | Fabiana Dadone     | M5S       | 5. září 2019      | 13. února 2021    | bez portfeje |
| Ministr pro záležitosti regionů              | Francesco Boccia   | PD        | 5. září 2019      | 13. února 2021    | bez portfeje |
| Ministr pro jih                              | Peppe Provenzano   | PD        | 5. září 2019      | 13. února 2021    | bez portfeje |
| Ministr(yně) pro rodinu a rovné příležitosti | Elena Bonetti      | IV        | 5. září 2019      | 14. ledna 2021    | bez portfeje |
| Ministr(yně) pro rodinu a rovné příležitosti | Giuseppe Conte     | nezávislý | 14. ledna 2021    | 13. února 2021    | pověřen      |
| Ministr pro evropské záležitosti             | Vincenzo Amendola  | PD        | 5. září 2019      | 13. února 2021    | bez portfeje |
| Ministr sportu a mládeže                     | Vincenzo Spadafora | M5S       | 5. září 2019      | 13. února 2021    | bez portfeje |
| Ministryně pro technologický rozvoj          | Paola Pisano       | M5S       | 5. září 2019      | 13. února 2021    | bez portfeje |
| Tajemník rady ministrů                       | Riccardo Fraccaro  | M5S       | 5. září 2019      | 13. února 2021    | bez portfeje |